# Moulay Ali Cherif Airport
Moulay Ali Cherif Airport is een vliegveld in Er Rachidia, Marokko en is een militair vliegveld dat ook open is voor commercieel gebruik.
Alleen RAM en RYANAIR biedt regelmatige lijndiensten naar Casablanca.

## Radionavigatie apparatuur
Het vliegveld biedt de volgende radionavigatiesystemen voor publiek/commerciële gebruikers: VOR en DME.

## Lijndiensten
- Royal Air Maroc naar Casablanca

## Statistieken
| Verkeerstype    | 2008  | 2007  | 2006  | 2005  | 2004  | 2003   | 2002   |
| --------------- | ----- | ----- | ----- | ----- | ----- | ------ | ------ |
| Vliegbewegingen | 6.828 | 8.589 | 9.405 | 5.470 | 2.694 | 4.408  | 2.960  |
| Passagiers      | 246   | 359   | 367   | 248   | 84    | 80     | 112    |
| Vracht (Tons)   | 15,00 | 6,50  | 1,95  | 50,00 | 80,00 | 128,15 | 244,00 |